# Helen Patton-Plusczyk
Helen Patton-Plusczyk (* 21. März 1962 in Bethlehem, Connecticut, Vereinigte Staaten als Helen Ayer Patton) ist eine deutsch-amerikanische Schauspielerin und Gründerin der Patton Stiftung: Sustainable Trust. 

## Leben
Helen Patton ist Enkelin von US-General George S. Patton. Sie studierte darstellende Kunst an der Northwestern University in Chicago und machte dort ihren Master of Arts. Es folgte ein Studium an der Royal Academy of Dramatic Art (RADA) in London. Als Schauspielerin trat sie im Fernsehen und im Film auf. 1988 hatte sie eine Rolle im Fernsehfilm Das Rattennest. Daneben engagierte sie sich im sozialen Bereich und bereiste verschiedene Konfliktregionen und initiierte verschiedene Kulturprojekte.
Nach ihrer Heirat zog sie 1995 ins Saarland. Dort gründete sie 2005 in Saarbrücken die „Patton Stiftung: Sustainable Trust“, die sich in der Friedenserziehung engagiert. Sie baute die Stiftung im Sinne der Patton-Stiftung in den Vereinigten Staaten auf und bezieht sich explizit auf ihren Großvater. Für ihr Engagement erhielt sie die Auszeichnung der Chapel of Four Chaplains. 2014, während der Gedenkfeier für die Landung der Alliierten in der Normandie, trat sie mit Gitarrist Thomas Blug und seiner Band auf. Anschließend wurde sie von François Hollande zum Ritter der Ehrenlegion ernannt. Zudem wurde sie von mehreren Gemeinden der Normandie zur Ehrenbürgerin ernannt.